# Rajeev Motwani
Rajeev Motwani (hindi : राजीव मोटवानी; 26 mars 1962 - 5 juin 2009) était un professeur et chercheur en informatique théorique à l'Université Stanford. Il a, entre autres, reçu le prestigieux prix Gödel en 2001. Il a aussi été un conseiller et un soutien important pour les entreprises Paypal, Google et Sequoia Capital.

## Biographie
Rajeev Motwani est né le 25 mars 1962 à Jammu en Inde. Son père était militaire et il a beaucoup déménagé pendant son enfance.
Rajeev Motwani a reçu son B. Tech (Bachelor of Technology) en informatique à l'Institut indien de technologie de Kanpur, et son PhD à l'Université de Californie à Berkeley sous la direction de Richard Karp.
Il était professeur à l'Université Stanford.
Rajeev Motwani a été retrouvé mort dans sa piscine en 2009, avec une forte alcoolémie.

## Travaux et récompenses académiques
Il a reçu le prestigieux prix Gödel pour ses recherches en théorie de la complexité, sur le théorème PCP. Ses autres domaines de prédilection étaient les algorithmes probabilistes sur lesquels il a écrit un livre de référence, les bases de données, la fouille de données, et l'algorithmique en général. Il est l'un des créateurs du locality sensitive hashing.
Un numéro spécial du journal Theory of Computing lui est consacré en 2012, pour le cinquantième anniversaire de sa naissance.

## Activités entrepreneuriales
Rajeev Motwani a notamment participé à la création de Google.